# Luge nos Jogos Olímpicos de Inverno de 2022 - Individual feminino
O evento individual feminino do luge nos Jogos Olímpicos de Inverno de 2022 ocorreu no Xiaohaituo Bobsleigh e Luge Track, em Pequim, nos dias 7 e 8 de fevereiro.

## Medalhistas
| Ouro   | GER Natalie Geisenberger |
| Prata  | GER Anna Berreiter       |
| Bronze | ROC Tatiana Ivanova      |

## Resultados
| Pos. | Bib | Atleta                 | País                | 1ª descida    | Pos.          | 2ª descida    | Pos.          | 3ª descida    | Pos.          | 4ª descida    | Pos.          | Total         | Diferença     |
| ---- | --- | ---------------------- | ------------------- | ------------- | ------------- | ------------- | ------------- | ------------- | ------------- | ------------- | ------------- | ------------- | ------------- |
| 01 ! | 1   | Natalie Geisenberger   | GER Alemanha        | 58.402        | 2             | 58.423        | 1             | 58.226        | 1             | 58.403        | 2             | 3:53.454      | –             |
| 02 ! | 3   | Anna Berreiter         | GER Alemanha        | 58.525        | 4             | 58.508        | 3             | 58.348        | 2             | 58.566        | 4             | 3:53.947      | +0.493        |
| 03 ! | 6   | Tatiana Ivanova        | ROC                 | 58.733        | 5             | 58.683        | 4             | 58.461        | 3             | 58.630        | 5             | 3:54.507      | +1.053        |
| 4    | 2   | Madeleine Egle         | AUT Áustria         | 59.342        | 17            | 58.493        | 2             | 58.542        | 5             | 58.432        | 3             | 3:54.809      | +1.355        |
| 5    | 12  | Hannah Prock           | AUT Áustria         | 58.762        | 6             | 58.732        | 5             | 58.532        | 4             | 58.798        | 9             | 3:54.824      | +1.370        |
| 6    | 10  | Lisa Schulte           | AUT Áustria         | 58.523        | 3             | 59.074        | 12            | 58.646        | 6             | 58.642        | 6             | 3:54.885      | +1.431        |
| 7    | 5   | Julia Taubitz          | GER Alemanha        | 58.345 TR     | 1             | 1:00.075      | 26            | 58.655        | 7             | 58.358        | 1             | 3:55.433      | +1.979        |
| 8    | 9   | Elīza Tīruma           | LAT Letônia         | 58.956        | 8             | 58.849        | 6             | 58.865        | 11            | 58.771        | 8             | 3:55.441      | +1.987        |
| 9    | 18  | Natalie Maag           | SUI Suíça           | 59.018        | 11            | 59.117        | 13            | 58.913        | 14            | 58.892        | 10            | 3:55.940      | +2.486        |
| 10   | 8   | Andrea Vötter          | ITA Itália          | 59.145        | 14            | 59.045        | 10            | 58.852        | 10            | 58.935        | 11            | 3:55.977      | +2.523        |
| 11   | 28  | Kendija Aparjode       | LAT Letônia         | 59.107        | 13            | 59.020        | 7             | 58.928        | 15            | 59.084        | 12            | 3:56.139      | +2.685        |
| 12   | 24  | Ashley Farquharson     | USA Estados Unidos  | 59.972        | 26            | 59.024        | 8             | 58.768        | 8             | 58.643        | 7             | 3:56.407      | +2.953        |
| 13   | 19  | Verena Hofer           | ITA Itália          | 58.960        | 9             | 59.037        | 9             | 58.961        | 16            | 59.584        | 16            | 3:56.542      | +3.088        |
| 14   | 15  | Trinity Ellis          | CAN Canadá          | 59.219        | 16            | 59.053        | 11            | 58.888        | 13            | 59.704        | 17            | 3:56.864      | +3.410        |
| 15   | 13  | Nina Zöggeler          | ITA Itália          | 59.464        | 18            | 59.160        | 16            | 59.085        | 19            | 59.275        | 14            | 3:56.984      | +3.530        |
| 16   | 29  | Natalie Corless        | CAN Canadá          | 59.193        | 15            | 59.316        | 17            | 59.176        | 21            | 59.570        | 15            | 3:57.255      | +3.801        |
| 17   | 17  | Makena Hodgson         | CAN Canadá          | 59.505        | 19            | 59.477        | 18            | 59.286        | 22            | 59.268        | 13            | 3:57.536      | +4.082        |
| 18   | 4   | Elīna Ieva Vītola      | LAT Letônia         | 59.025        | 12            | 59.140        | 14            | 59.029        | 17            | 1:00.957      | 18            | 3:58.151      | +4.697        |
| 19   | 26  | Aileen Frisch          | KOR Coreia do Sul   | 59.776        | 23            | 59.642        | 20            | 59.055        | 18            | 1:01.811      | 19            | 4:00.284      | +6.830        |
| 20   | 30  | Tove Kohala            | SWE Suécia          | 59.533        | 20            | 59.776        | 21            | 59.333        | 23            | 1:02.431      | 20            | 4:01.073      | +7.619        |
| 21   | 25  | Yulianna Tunytska      | UKR Ucrânia         | 59.690        | 22            | 59.844        | 23            | 59.571        | 24            | Não avançou   | Não avançou   | 2:59.105      | N/A           |
| 22   | 20  | Olena Stetskiv         | UKR Ucrânia         | 59.663        | 21            | 59.586        | 19            | 59.963        | 27            | Não avançou   | Não avançou   | 2:59.212      | N/A           |
| 23   | 23  | Summer Britcher        | USA Estados Unidos  | 1:00.986      | 29            | 59.156        | 15            | 59.152        | 20            | Não avançou   | Não avançou   | 2:59.294      | N/A           |
| 24   | 34  | Verónica María Ravenna | ARG Argentina       | 59.811        | 24            | 59.780        | 22            | 59.719        | 25            | Não avançou   | Não avançou   | 2:59.310      | N/A           |
| 25   | 21  | Katarína Šimoňáková    | SVK Eslováquia      | 1:00.124      | 27            | 59.851        | 24            | 59.761        | 26            | Não avançou   | Não avançou   | 2:59.736      | N/A           |
| 26   | 14  | Emily Sweeney          | USA Estados Unidos  | 58.971        | 10            | 1:02.439      | 32            | 58.882        | 12            | Não avançou   | Não avançou   | 3:00.292      | N/A           |
| 27   | 22  | Klaudia Domaradzka     | POL Polônia         | 59.871        | 25            | 59.892        | 25            | 1:01.313      | 31            | Não avançou   | Não avançou   | 3:01.076      | N/A           |
| 28   | 11  | Victoria Demchenko     | ROC                 | 58.869        | 7             | 1:03.466      | 33            | 58.838        | 9             | Não avançou   | Não avançou   | 3:01.173      | N/A           |
| 29   | 32  | Wang Peixuan           | CHN China           | 1:00.986      | 29            | 1:00.391      | 28            | 1:00.025      | 28            | Não avançou   | Não avançou   | 3:01.402      | N/A           |
| 30   | 31  | Anna Čežíková          | CZE República Checa | 1:00.392      | 28            | 1:01.169      | 30            | 1:00.101      | 29            | Não avançou   | Não avançou   | 3:01.662      | N/A           |
| 31   | 33  | Lin Sin-rong           | TPE Taipé Chinês    | 1:01.550      | 32            | 1:01.057      | 29            | 1:01.004      | 30            | Não avançou   | Não avançou   | 3:03.611      | N/A           |
| 32   | 35  | Doina Descalui         | MDA Moldávia        | 1:01.928      | 34            | 1:02.192      | 31            | 1:02.174      | 32            | Não avançou   | Não avançou   | 3:06.294      | N/A           |
| 33   | 27  | Elsa Desmond           | IRL Irlanda         | 1:01.608      | 33            | 1:03.857      | 34            | 1:02.254      | 33            | Não avançou   | Não avançou   | 3:07.719      | N/A           |
| 34   | 16  | Raluca Strămăturaru    | ROU Romênia         | 1:01:357      | 31            | 1:00.305      | 27            | Não finalizou | Não finalizou | Não finalizou | Não finalizou | Não finalizou | Não finalizou |
| 34   | 7   | Ekaterina Katnikova    | ROC                 | Não finalizou | Não finalizou | Não finalizou | Não finalizou | Não finalizou | Não finalizou | Não finalizou | Não finalizou | Não finalizou | Não finalizou |

Legenda
| Recorde mundial      | Recorde mundial (World record)               |                       | Recorde africano                      | Recorde africano (African) |                                           | Q | Classificado por posição (Qualified) |
| Recorde olímpico     | Recorde olímpico (Olympic record)            | Recorde da América    | Recorde da América (Americas)         | q                          | Classificado por melhor tempo (Qualified) |   |                                      |
| Melhor marca do ano  | Melhor marca do ano (World leading)          | Recorde asiático      | Recorde asiático (Asian)              | DNS                        | Não largou (Did not start)                |   |                                      |
| Recorde nacional     | Recorde nacional (National record)           | Recorde europeu       | Recorde europeu (European)            | DNF                        | Não terminou (Did not finish)             |   |                                      |
| Recorde pessoal      | Recorde pessoal do atleta (Personal best)    | Recorde da Oceania    | Recorde da Oceania (Oceania)          | DSQ / DQ                   | Desclassificado (Disqualified)            |   |                                      |
| Recorde da temporada | Recorde da temporada do atleta (Season best) | Recorde sul-americano | Recorde sul-americano (South America) | NM                         | Sem marca (No mark)                       |   |                                      |